# Contea di Hohengeroldseck
La Contea di Hohengeroldseck fu uno stato tedesco del Sacro Romano Impero dal 1277 al 1806, situato ad ovest del moderno Baden-Württemberg.

## Storia
La dinastia dei signori di Hohengeroldseck si sviluppò a partire dal XII secolo attorno al castello di Hohengeroldseck. Alla morte di Walter, signore di Geroldseck, nel 1277 si verificarono però una serie di controversie circa la successione del suo trono ed il territorio subì alcune divisioni, passando in gran parte in mano alla linea dei conti di Lahr-Mahlberg.
Nel 1426 il territorio passò alla linea dei conti di Moers-Saarwerden e nel 1497 confluì nel Baden. Con l'estinzione anche di questa linea, il territorio passò nel 1634 ai conti di Kronberg. All'estinzione della casata dei conti di Kronberg nel 1692, dopo un tentativo fallito da parte del Baden di annettere il territorio ai propri domini, Hohengeroldseck divenne dal 1705 feudo degli Asburgo i quali lo concessero al barone Karl Kaspar von Leyen-Adendorf che venne elevato al rango di conte in quell'occasione.
Nel 1711 il dominio divenne contea imperiale e tale rimase sino allo scoppio della Rivoluzione Francese quando entrò nell'orbita della Confederazione del Reno divenendo un principato.

## Conti imperiali di Hohengeroldseck (1705–1806)
- Carlo Gaspare (1705–1739)
- Federico Ferdinando (1739–1760)
- Francesco Carlo (1760–1775)
- Filippo Francesco (1775–1806)

Territorio compreso nel Principato di Leyen